# Zemire Corona
Zemire Corona est une corona, formation géologique en forme de couronne, située sur la planète Vénus par 31,5° N et 312,5° E. Elle est localisée dans le quadrangle de Lachesis Tessera. Elle a été nommée en référence à Zemire, déité Quechua (Pérou) du maïs. 

## Géographie et géologie
Zemire Corona couvre une surface circulaire d'environ 200 km de diamètre. 